# Пащенко, Константин Львович
Константин Львович Пащенко (1814—1880-е) — ставропольский губернатор; сын Льва Корнилиевича Пащенко.

## Биография
Родился в 1814 году. Образование получил в Благородном пансионе при Санкт-Петербургском университете. По окончании курса в 1830 году, он поступил на службу в Почтовый департамент, в 1835 году вышел в отставку. Затем, в 1836 году, поступил на службу в Государственный контроль, откуда в 1842 году перешёл в Департамент военных поселений Военного министерства..
В 1846 году был назначен управляющим Палатой государственных имуществ Пензенской губернии. Там он принялся за взыскание платежей с государственных крестьян и этим навлёк на себя местное неудовольствие, вследствие чего в 1848 году был причислен к Министерству государственных имуществ, без содержания.
В 1853 году на Пащенко было возложено весьма серьёзное поручение: расследование открытой в Ярославской губернии секты раскольников, называвшейся «Странническою или Сопенковскою». Дело по этому предмету разрослось в 22 тома, с 25 тысячью листов. По заявлению Министерства внутренних дел, существенная и большая часть в этом труде принадлежала Пащенко. В 1854 году он был назначен управляющим Палатой государственных имуществ Вятской губернии, но уже в 1856 году, по расстроенному здоровью, оставил должность, с производством в действительные статские советники и с причислением к Министерству государственных имуществ. В 1857 году, окончив назначенную ревизию Казанского, Нижегородского и Саратовского управлений государственных имуществ, он перешёл на службу в Министерство внутренних дел и 4 сентября 1861 года был назначен директором финансового департамента Главного управления наместника Кавказского.
В 1862 году Пащенко был назначен Ставропольским губернатором. С окончанием Кавказской войны началось бурное развитие Ставропольской губернии. При нём началась постройка собственного здания Ставропольской мужской гимназии. Жена Пащенко, Антуанетта Иоахимовна, возглавляла попечительский совет Ставропольского женского училища Святой Александры.
В мае 1866 года Пащенко вышел в отставку. Перед этим, за огромный вклад в экономическое, социальное и культурное развитие Ставрополя 1 марта 1866 года «по представлению Великого князя наместника Кавказского (примечание - Михаила Николаевича Романова), основанном на приговоре Ставропольского городского общества», Императорским указом ему было присвоено звание «Почётный гражданин города Ставрополя».
Умер в восьмидесятых годах XIX столетия.
Был награждён орденами: Св. Анны 2-й ст. (1852), Св. Владимира 3-й ст. (1861), Св. Станислава 1-й ст. (1863).